# Operations Research (Militär)
Operations Research ist eine wissenschaftliche Methode, um militärischen Entscheidungsträgern eine quantitative Grundlage für ihre Entscheidungen in ihrem Verantwortungsbereich zu bieten.
Obwohl die Militärwissenschaft schon seit der Antike in vielen Funktionen eine quantitative Grundlage bereitgestellt hat und die bekannten mathematischen Verfahren nutzte, so ist erst seit dem Zweiten Weltkrieg der Begriff Operations Research von britischen Wissenschaftlern wie dem späteren Nobelpreisträger Patrick Blackett geprägt worden. Das RAF Fighter Command und Costal Command sowie die Royal Navy nutzten erfolgreich die entwickelten Ansätze, beispielsweise zur U-Boot Abwehr im Rahmen der Atlantikschlacht. Parallel dazu hat sich im zivilen Bereich die Operations Research (auch als Unternehmensforschung bezeichnet) mit eigenen Ansätzen entwickelt.

## Methode
Die Methoden der Operations Research können nach verschiedenen Gesichtspunkten, Dimensionen oder Kategorien gegliedert und geordnet werden. Wesentliche Kategorien sind Art der Methodik und Modelle, Anwendung, Zielsetzung, repräsentierte Elemente und Funktionen des betrachteten Systems sowie pragmatische Kategorien wie Anwenderfreundlichkeit, Flexibilität, Portabilität oder Schnittstellen zu anderen Methoden.
Grundsätzlich besteht die Methode in der Anwendung wissenschaftlicher Grundlagen und Prinzipien aus praktisch allen wissenschaftlichen Disziplinen vor allem der Mathematik, Physik, Ökonomie, Soziologie, Informatik und den Ingenieurwissenschaften. Insbesondere die Bereitstellung von Modellen, die Simulation mit Computern und die Internet-Technologie hat neue Dimensionen der militärischen Operationsführung eröffnet. Die Grundfragen der Operations Research gehen immer von einer in die Zukunft gerichteten Planungsproblematik aus. Für kurzfristige Zeiträume geht es um die optimale Zuordnung von vorhandenen Mitteln und Kräften zu Aufgaben, Missionen und Einsätzen und um eine maximale Wirkung zu erzeugen. Für langfristige Zeiträume geht es um die Auswahl technologischer oder struktureller Optionen und die beste Zusammensetzung von Kräften in möglichen, denkbaren Szenarien bei gegebenen Investitionsmitteln.
Die wichtigsten wissenschaftlichen Prinzipien sind dabei die Reproduzierbarkeit der Ergebnisse und die Nutzung anerkannter Verfahren. Operations Research ist eine Querschnittsaufgabe und kann nur ansatzweise einer klassischen wissenschaftlichen Disziplin zugeordnet werden. Da überwiegend quantitative Verfahren der Optimierung und der Simulation zum Einsatz kommen, wird die Operations Research als Teildisziplin der Mathematik und Informatik gesehen.
Die wichtigsten Methoden lassen sich wesentlich in Simulation und mathematisch-analytische Ansätze unterscheiden. Die Simulationsmodelle sind dynamisch mit der Zeit als unabhängigen Parameter, die analytischen Verfahren basieren auf mathematischen Ansätzen, der Wahrscheinlichkeitsrechnung, Spieltheorie, Optimierung, Netzplantechnik oder Statistik. Die Simulationsmodelle sind danach zu unterscheiden, inwieweit reale Komponenten des zu untersuchenden Systems enthalten sind, und ob sie deterministisch oder stochastisch ablaufen. Aus diesen und weiteren Gestaltungselementen ergeben sich vielfältige Kombinationsmöglichkeiten, die je nach Anwendung zielgerichtet und pragmatisch eingesetzt werden können.
Eine wichtige und vielfach eingesetzte Methode sind militärische Planspiele. Interaktive Simulationen werden eingesetzt, um menschliche Führungsfunktionen möglichst real zu berücksichtigen. Dies ist insbesondere bei der Simulation von Streitkräften wichtig, da die Wirksamkeit durch die Qualität der militärischen Führung entscheidend geprägt ist.
Bei mathematisch-analytischen Modellen sind die wichtigsten Zusammenhänge im System bekannt und lassen sich durch mathematische Prozeduren und Regeln analytisch behandeln. Diese Modelle sind vergleichsweise abstrakt und für Nichtmathematiker wenig anschaulich, jedoch lassen sich dabei für begrenzte Probleme beweisbare Lösungen finden.

## Einsatzbereiche
Modelle, insbesondere Simulationsmodelle lassen sich für folgende Bereiche verwenden
- Verteidigungs- und Strukturplanung
- Entwicklung von Wehrmaterial
- Ausbildung und Übung
- Vorbereitung und Durchführung von Operationen

Diese grundsätzlichen Einsatzbereiche erfordern Modelle, die im Wesentlichen zwar die Streitkräfte im Hinblick auf Wirkung und Aufwand darstellen, jedoch sehr unterschiedliche Anwendungen erfordern und daher sehr unterschiedlich ausgeprägt sein müssen. Beispielsweise müssen Modelle für die Planung von Streitkräften eine große Vielzahl von Parametervariationen zulassen. Gleichzeitig ist relativ viel Zeit verfügbar um eine Planung durchzuführen. Bei der Entwicklung von Wehrmaterial wird es mehr darauf ankommen, wie in Simulationen die neuen gedachten Systeme im Gesamtverbund der Streitkräfte wirken oder welche Entwürfe sich als optimal herausstellen. Beim Einsatz von Modellen in der Ausbildung wird von Ausbildungs- und Übungszielen ausgegangen, um bestimmte Konzepte oder das Zusammenspiel vieler Einsatzkomponenten zu trainieren. Bei der Vorbereitung und Durchführung von Operationen sind Modelle nur unter sehr strengen Randbedingungen der für eine Bearbeitung verfügbaren Zeit und der verfügbaren realen Daten einzusetzen. Bei der Beurteilung der Validität und Gültigkeit der verwendeten Verfahren ist die Art der Anwendung und der Einsatzbereich von hoher Bedeutung.
Die Verteidigungs- und Strukturplanung hat den langfristigen Aspekt der möglichst optimalen Zusammensetzung der Streitkräfte unter vielen Randbedingungen, vor allem den politischen Vorgaben, der Mittelbeschränkung und einem Spektrum an möglichen Szenarien. Die Zusammensetzung der Streitkräfte sollte dabei sowohl kostenwirksam als auch robust sein, also in möglichst allen Szenarien den Aufgaben gerecht werden. Für die Anwendung von Modellen in der Planung sind damit viele Szenarien zu bewerten mit vielen Variationen von Parametern und Strukturoptionen. Dabei können die Ausgangsdaten nur geschätzt und angenommen werden. Für die Untersuchungen steht im Allgemeinen ausreichend Zeit zur Verfügung.
Bei dem Einsatz von Modellen in der Beschaffung von Wehrmaterial und von Waffensystemen geht es um eine gezieltere Analyse der betrachteten Systeme im Verbund mit anderen Systemen, um Vergleiche verschiedener Konzepte durchzuführen und um den Funktionstest von gedachten Entwürfen und Prototypen in praktisch allen Phasen der Entwicklung zu ermöglichen. Hier wird es darauf ankommen, die Daten und Eigenschaften der Systeme so genau wie möglich in den Modellen zu berücksichtigen. Ausgewählte Phasen und Detailszenarien reichen im Allgemeinen für die Untersuchungen. Auch hier steht im Normalfall ausreichend Zeit für die Anwendung der Modelle zur Verfügung.
Die Nutzung von Modellen in der Ausbildung hat zuletzt sehr zugenommen, da die Durchführung von Feldübungen und Manövern teuer, umweltbelastend und häufig nicht durchführbar ist. Gleichzeitig existieren viele technische Möglichkeiten, um eine virtuelle Welt für Übungsteilnehmer zu erzeugen. Hier sind die Anforderungen an die Modelle sehr unterschiedlich. Einerseits sollen möglichst realistische Ausbildungs- und Übungsbedingungen vorhanden sein, die Modellabbildung der eingesetzten Systeme soll weitgehend der Realität entsprechen. Andererseits werden die Szenarien angenommen und sollen nur eingeschränkte Aspekte wiedergeben, um bestimmte Ausbildungs- und Übungszielsetzungen zu erreichen.
Der Einsatz von Modellen zur Unterstützung von operativen Stäben ist sehr vielfältig und betrifft alle Phasen eines denkbaren Einsatzes. Hier ist in jedem Fall von Daten auszugehen, welche die gerade vorliegende Situation möglichst genau beschreiben. Diese Daten sind in den vorhandenen und geplanten Führungssystemen, die die neueren Informationstechniken nutzen, enthalten. Im Prinzip sind Variationen von Einsatzoptionen der Gegenstand der Analysen. Die zeitlichen Randbedingungen für eine Anwendung sind sehr eng. Eine schnelle und reaktionsfähige Analyse ist normalerweise erforderlich um den Notwendigkeiten einer Entscheidung in einer realen Lage gerecht zu werden.
Ein wichtiger Aspekt ist die hierarchische Struktur von Streitkräften. Auf den oberen Ebenen einer Hierarchie sind die Gesamtstreitkräfte und auf den unteren Ebenen der Einsatz einzelner Waffensystemen zu sehen. Es kann von dem Prinzip ausgegangen werden, dass die Gesamtheit aller Objekte auf einer betrachteten Ebene als aggregierte Komponenten auf nächsthöherer Ebene betrachtet werden können. Andererseits sind die Aufgaben und Zielsetzungen einer Ebene abzuleiten aus den Plänen und Zielen der übergeordneten Ebene. Dies führt zu dem Ansatz einer der Hierarchie der Streitkräfte entsprechenden Struktur der Modelle. In einem ständigen Kreisprozess oder einer Iteration werden die Zielsetzungen, Umgebungsbedingungen und Szenarien aus der oberen Ebenen abgeleitet und als Vorgabe für die Anwendung auf den unteren Ebenen benutzt. Umgekehrt dienen die Ergebnisse, Modelle und Methoden der unteren Ebenen als Basis für die Anwendungen auf den höheren Ebenen.
Ein weiterer wichtiger Aspekt bei der Betrachtung eines Streitkräftesystems ist die vielfache Vernetzung unterschiedlichster Funktionen des Luft-, Land- und Seekrieges mit komplizierten Wechselwirkungen. Viele Wechselwirkungen sind nur über die entsprechenden Funktionen eines angenommenen Gegners zu bestimmen. Beispielsweise ist der Zusammenhang der Funktionen Luftangriff und Luftverteidigung nur über die entsprechenden Funktionsbereiche eines Gegners zu erkennen. Als sehr wichtig und sensitiv hat sich in allen Anwendungen die Führungsfunktion herausgestellt, die in jeden anderen Funktionsbereich hineinwirkt. Die Führung ist außerdem planerisch, vorausschauend und lernfähig, da sie durch Menschen wahrgenommen wird.

## Geschichte
Obwohl der Begriff Operations Research erst während des Zweiten Weltkriegs für militärische Zwecke geprägt wurde, sind schon vorher inhaltlich entsprechende Entwicklungen bekannt, die dazu gezählt werden können. Beispiele sind die Ingenieurarbeiten beim Festungsbau, die systematische Kartographie und Navigation, die Verwendung von Regelsystemen in Kriegsspielen und Planspielen, bis hin zur Erstellung von Logarithmentafeln zur Berechnung von Geschossbahnen.
Weiterhin sind die Arbeiten und Ansätze von Frederic. W. Lanchester zur Berechnung von Verlusten und John von Neumann zur Spieltheorie zu nennen.
Ausgehend von den Erfahrungen der Unterstützung mit wissenschaftlichen, insbesondere mathematischen Verfahren bei der Vorbereitung und Durchführung von militärischen Operationen sind in vielen Ländern Institute und wissenschaftliche Einrichtungen gebildet worden, in denen die Methoden entwickelt und angewendet werden. In einigen Ländern und in der NATO werden wissenschaftliche Zellen direkt in die höheren Stäbe integriert, um den jeweiligen Führungen unmittelbar zur Verfügung zu stehen. Die Verfahren, insbesondere Modelle und Simulationen, werden in den USA und in der NATO inzwischen mit hoher Priorität entwickelt und angewendet. Auch in einigen kleineren Nationen der NATO wird die Expertise systematisch aufgebaut.
In Deutschland wurde der Nutzen der Operations Research frühzeitig und mit dem Aufbau der Bundeswehr erkannt. Das Verteidigungsministerium konnte 1961 eine Gruppe amerikanischer Wissenschaftler beauftragen erste Untersuchungen zur Struktur der Luftwaffe durchzuführen. Gleichzeitig wurden deutsche Wissenschaftler in die Gruppe integriert, die nach einigen Jahren in der Lage waren, diese Arbeiten autonom durchzuführen. Organisatorisch wurde die Gruppe als Bestandteil der Industrie Anlagen Betriebsgesellschaft (IABG) geführt. Die IABG war zu dieser Zeit eine zivilrechtliche Firma im Besitz der Regierung mit der Aufgabe, einerseits Anlagen für die deutsche Luftfahrtindustrie zu betreiben, andererseits eine organisatorische Basis für die Wissenschaftler der Operations Research zu bilden. Diese Basis wurde als Studienbereich der IABG in der Folge mit bis zu 700–800 Mitarbeitern ausgebaut. Ab 1990 wurde die IABG privatisiert, der Studienbereich wurde aufgelöst, die Arbeiten verlagerten sich auf mehrere Gruppen in der Industrie, den Universitäten und Agenturen der Bundeswehr.